# 장수깃절놀이
장수깃절놀이는 대한민국 전북특별자치도 장수군 일원에서 행해지는, 기와 풍물이 접목된 전통놀이이다. 2018년 11월 22일 장수군의 향토문화유산(무형) 제1호로 지정되었다.

## 지정 사유
장수 깃절놀이는 지역의 전통적 민속놀이로 문화재로 지정하여 보존 관리할 필요성과 후손에게 물려주어야 할 가치가 높아 향토문화재 지정을 통한 보존관리가 필요하다.